# 3-ヒドロキシイソブチリルCoA
3-ヒドロキシイソブチリルCoA (3-hydroxyisobutyryl-CoA) または3-ヒドロキシ-2-メチルプロパノイルCoA (3-hydroxy-2-methylpropanoyl-CoA) は、バリンの代謝中間体の一つ。